# Saint-Martial (Ardèche)
Saint-Martial è un comune francese di 254 abitanti situato nel dipartimento dell'Ardèche della regione dell'Alvernia-Rodano-Alpi. Nel suo territorio si trova il monte Gerbier de Jonc, sul quale si trovano le sorgenti della Loira.

## Società

### Evoluzione demografica
Abitanti censiti